# Biblioteca em fogo
A Biblioteca em fogo é uma pintura a óleo sobre tela criada em 1974 pela pintora portuguesa da moderna escola de Paris Helena Vieira da Silva (1908-1992) e que pertence à coleção do Museu Calouste Gulbenkian, em Lisboa.
O título desta pintura pode ser entendido metaforicamente como aludindo ao incêndio da Biblioteca de Alexandria e, sobretudo, à paixão e inflamação da imaginação e da razão que a leitura desperta, tendo, em abril de 2016, sido seleccionada como uma das dez mais importantes obras artísticas de Portugal pelo projeto Europeana.

## Descrição
Linhas de força predominantemente verticais e horizontais, acrescidas de algumas diagonais, constroem uma composição fortemente ritmada, acrescida de cores quentes, predominantemente vermelhos e ocres, e subtilíssimos efeitos de luz e transparências.
Como outros elementos construtivos, o grande formato do suporte também foi considerado, estando a tela imperceptivelmente cosida de alto a baixo a meio da pintura unindo duas partes iguais. Um quadriculado ocupa toda a superfície, com um tratamento diferente nos quadrados lisos da moldura, sendo mais elaborado e gráfico na parte interna. A pintura divide-se em superfícies aparentemente regulares, sendo os quadrados da parte central subdivididos em dois ou quatro, confundindo-se a grelha com a quadrícula. A luminosidade e o tratamento diferente entre o centro e o exterior produz um obscurecimento da parte central, sugerindo profundidade e concentração do espaço. A variabilidade da cor e da luz realçam a importância das margens, tendo com perícia e minúcia notáveis sido doseados para obter um efeito de profundidade ilusório. A cor também tem um papel fundamental na definição de cada área da obra, sendo o vermelho do fogo a cor predilecta das Bibliotecas de Vieira da Silva, evocando intimismo e os espaços interiores.
A obra integra-se na temática das bibliotecas que Vieira da Silva periodicamente tratou, mas sem uma preocupação de série, antes desenvolvendo ou reelaborando as obras em várias direcções. Em 1949, uma primeira Biblioteca foi o início de um novo tipo de concepção espacial, recriando a perspectiva clássica numa multiplicação de pontos de fuga. Noutra pesquisa da definição do espaço e numa fase mais matura do percurso da Artista, A Biblioteca em fogo (La Bibliothèque en feu) constitui outro exemplo notável de estruturação do espaço, tendendo a grelha a suplantar a perspectiva.

## Apreciação
Para Rui Afonso Santos, Vieira da Silva, amiga de intelectuais, artistas e escritores, manifesta nesta obra muito conhecida uma espécie de testamento espiritual. Antiga aluna de Léger e, sobretudo, de Bissière, afirmou-se como artista destacada da chamada Segunda Escola de Paris, na medida em que atingiu o milagre pictórico de, a partir de linhas de força verticais, horizontais e diagonais, por vezes num efeito de quadrícula, dotar a Abstração de tridimensionalidade.
Já para Marina Bairrão Ruivo, Vieira da Silva sempre evocou a importância da biblioteca da casa do avô materno onde viveu na sua infância e juventude. Educada em casa, para a jovem Maria Helena a imaginação e os livros eram apoios poderosos no combate à solidão e na descoberta do mundo. A biblioteca foi sempre uma referência fundamental na vida e obra da artista, pelo carácter mágico e misterioso que lhes estão associados, tendo sido representada inúmeras vezes como metáfora dos universos que encerra. Mas o entendimento da pintura de Vieira da Silva não se cinge a uma mera análise iconográfica. Os temas que ressurgem ao longo do tempo não interferem por si só na essência da obra: um tabuleiro de xadrez, ou uma cidade, podem assumir o papel de uma biblioteca, uma gare, ou uma estante, na pesquisa da espacialidade e na expressão do seu mundo imaginário.
E para Eduardo Lourenço, "a Biblioteca de Vieira da Silva não é fantástica, no sentido em que o seria um quadro com semelhante título de Paul Klee, cuja pintura é realmente a mais fantástica que se conhece, mas apenas recriadora – em nós – do “fantástico” de uma Biblioteca, entre outros possíveis, que afinal é pouca coisa comparado à fascinação pura do espelhismo ambíguo e múltiplo do quadro, em suma, à pura música espacial que o constitui".

### Ligação externa
- Página oficial do Museu Calouste Gulbenkian